# Pitrier
Pitrier (från sanskrit pitaras = fäder) är i indisk mytologi namnet på särskilda förfädersandar som var föremål för kult.
Pitrierna föreställdes föra en självständig tillvaro dels i rymden, dels i ett dödsrike. Man offrade till dem i ett dödsoffer av vatten och ris. Inom den indiska teologin behandlas pitrierna i puranas och där de indelas i en mängd olika klasser.